# Digital Monster X-Evolution
Digital Monster X-Evolution es la octava película de Digimon, originalmente tansmitida por primera vez en televisión (fue transmitida por Fuji TV) y una de varias en no ser proyectada en cines. Esta fue la primera película en la franquicia en no tener lanzamiento oficial fuera de Japón (Sin contar Digimon Adventure, Our War Game y Hurricane Touchdown que fueron lanzadas como una sola película en Digimon The Movie).
Digital Monster X-Evolution sería emitida de forma internacional por primera vez el 1 de enero de 2020, donde se transmitió en vivo por la cuenta de Youtube oficial de Toei Animation, como parte del Evento "Digifes 2020", sin embargo esta emisión fue en su idioma original sin subtítulos.
Digital Monster X-Evolution es también la primera película de la saga en ser hecha totalmente en CG, es de momento, la única película de Digimon que no está conectada con ninguna de las series de televisión, y es la primera historia donde no hace aparición ningún protagonista humano.

## Argumento
La película se desarrolla en el Nuevo Mundo Digital, un mundo creado por Yggdrasil, la Computadora Central, como hábitat para los "Digimon Elegidos", un grupo de digimon escogidos por el "Proyecto Ark", para ser salvados de la destrucción del Viejo Mundo Digital a causa de que el Programa X fue ejecutado. Sin embargo, un grupo de digimon sobrevivientes, los "Digimon X", quienes desarrollaron el Anticuerpo X para volverse inmunes al Programa X, lograron infiltrarse a este nuevo mundo.
Los Caballeros Reales, dirigidos por Yggdrasil, tienen la misión de destruir a los "Digimon X", quienes interfieren con los planes de Yggdrasil. Mientras tanto, varios grupos rebeldes se forman por todo el Digimundo, para resistir los ataques de los Caballeros Reales. En medio de todo esto entra DORUmon, un misterioso digimon, portador del Anticuerpo X, quien lleva el destino de todos los Digimon en sus manos.
Sin embargo, las cosas se complican cuando Yggdrasil decide pasar el Proyecto Ark a su segunda fase, que consiste en borrar a todos los digimon. Los Digimon X y los Digimon Elegidos se unen para luchar por sus vidas a toda costa.
En la batalla final por la supervivencia, hace aparición el legendario líder de los Caballeros Reales, Alphamon, desafiando a Yggdrasil y asegurando la existencia de todos los digimon.

## Personajes
- Dorumon (seiyuu: Minami Takayama)

Conocido como (Dorumon) en las versiones americanas de los juegos de Digimon. Es un digimon experimental creado por Yggdrasil. Es rechazado por los Digimon Elegidos debido a que posee el Anticuerpo X. Su verdadera forma es Alphamon, cuyos poderes superan a los de Omegamon. Su línea evolutiva es: DORUmon - DORUgamon - DORUgreymon - Alphamon.
- Tokomon (seiyuu: Miwa Matsumoto)

El primer amigo de DORUmon, murió durante el primer enfrentamiento de DORUmon contra Omegamon, pero fue resucitado gracias al Anticuerpo X que le regaló MetalGarurumon X, convirtiéndose en Tokomon X.
- WarGreymon X (seiyuu: Chika Sakamoto)

Un digimon de nivel mega que intenta acabar con la guerra entre Digimon X y Digimon Elegidos. Ha luchado dos veces contra Omegamon, y las dos veces ha sobrevivido.
- MetalGarurumon X (seiyuu: Magumi Yamaguchi)

El compañero de batalla de WarGreymon X. Es capaz de dar su vida por un compañero. Usó su Anticuerpo X para resucitar a Tokomon.
- Omegamon (seiyuu: Hideyuki Tanaka)

Conocido como Omnimon en las versiones americanas de Digimon. Es considerado como el más poderoso miembro de los Caballeros Reales. Es un fiel sirviente de Yggdrasil, capaz de hacer cualquier cosa por su Señor, aunque dicha devoción cambia después de la muerte de su querido amigo Dukemon, y termina por revelarse ante Yggdrasil luego de la aparición de Alphamon. Evoluciona en Omegamon X gracias al Anticuerpo X que recibe de Alphamon.
- Dukemon (seiyuu: Masako Nozawa)

Conocido como Gallantmon en las versiones americanas de Digimon. Es el mejor amigo de Omegamon y miembro de los Caballeros Reales. Debido a sus dudas respecto a las decisiones de Yggdrasil, se enfrenta en un duelo mortal contra Omegamon y pierde. Luego, resucita gracias al Anticuerpo X como Dukemon X.
- Magnamon (seiyuu: Junko Noda)

Miembro de los Caballeros Reales. Es uno de los miembros más devotos a Yggdrasil. Fue quien capturó a DORUgamon por orden de Yggdrasil, quien lo necesitaba para poder ejecutar la fase dos del Proyecto Ark.
- Wizarmon (seiyuu: Akira Ishida)

Conocido como Wizardmon en las versiones americanas de Digimon. Es uno de los digimon rebeldes. Fue quien recogió a DORUgamon del basurero, luego de que este fuera desechado por Yggdrasil.
- Mummymon (seiyuu: Toshiyuki Morikawa)

Es uno de los digimon rebeldes, y el mejor amigo de Wizarmon. En un principio desconfía de la verdadera naturaleza de DORUgamon.
- Silphymon (seiyuu: Kouichi Toochika)

Uno de los digimon rebeldes, que está de parte de los Digimon X.
- Leomon (seiyuu: Hiroaki Hirata)

Un valiente digimon guerrero, quien trata de cazar a DORUmon para robarle su Anticuerpo X para poder seguir con vida, pero luego se arrepiente. Su muerte dejara una marca imborrable en el corazón de DORUmon.
- Death-x-mon

La sombra de Dorumon. Cuando Ydraggasil separa la data de DORUgreymon, su lado oscuro cobra vida. Trató de evitar que Omegamon y Alphamon llegaran a Yggdrasil. Cuando llega a su último nivel, casi mata a Omegamon. Es destruido por Alphamon cuando este se decide sacrificarse al darse cuenta de que era su sombra.

## Trasfondo argumental
Digital Monster X-Evolution esta vagamente basada en Digimon Chronicle, una especie de "mini-manga" que acompañaba a los juguetes japoneses llamados Digimon Pendulum X, la cuarta generación de Virtual Pets (o tamagotchis) de Digimon. La gran diferencia significativa entre Chronicle y X-Evolution es el hecho de que en Chronicle se narraban las aventuras del joven Doumoto Kouta y su compañero Dorumon, mientras que en X-Evolution se centran tan solo en Dorumon, y no hay ninguna intervención humana.